# Czarnożyły
Czarnożyły est une localité polonaise, siège de la gmina de Czarnożyły, située dans le powiat de Wieluń en voïvodie de Łódź.